# Normalwert
Der Normalwert ist in der Medizin ein Größenwert, der sich aus den Analysen gesunder Probanden ergibt und dem ein Konfidenzniveau von 95 % zugrunde liegt. Der Begriff des Normalwerts wird auch in anderen Fachgebieten – mutatis mutandis – verwendet.

## Allgemeines
Der Normalwert stammt aus der Medizin und wird in vielen anderen Fachgebieten benutzt. „Normal“ ist auch in der Medizin ein problematischer Begriff, denn sowohl die Auswahl der Stichprobe (Medizinstudenten als Probanden) als auch die Repräsentativität der Ergebnisse sind schwer auf die Gesamtbevölkerung zu übertragen. Diese Mängel haben in der Medizin zur Einführung des Referenzbereichs geführt.

## Außenhandel
Im Außenhandel ist der Normalwert der Kaufpreis einer Ware, anhand dessen festgestellt wird, ob die Ware beim Import in die Europäische Union einem Preisdumping unterliegt. Er ist jener Kaufpreis, der im Exportland von unabhängigen Abnehmern als Marktpreis bezahlt wird.

## Medizin
Bei den Vitalwerten ist beispielsweise die Normaltemperatur ein Normalwert, das Normalgewicht ist ein nach dem Body-Mass-Index bestimmtes Körpergewicht. Der Blutzuckerspiegel ist die Glucosekonzentration im Blutplasma, dessen Normalwert bei 70 bis 120 mg/dl liegt.

## Physik
Physikalische Größen kennen Normalwerte wie Normalnull oder Normalpegel. Normalnull ist die zur Ermittlung des Vertikalabstandes von Punkten der Erdoberfläche zum mittleren Meeresspiegelstand festgelegte Bezugsfläche. Der Pegelnullpunkt ist die Höhe des Fußpunktes der Pegellatte über Normalhöhennull (NHN). Der Fußpunkt der Pegellatte wird mit „0 Meter“ (null) bezeichnet. Der Pegelnullpunkt wird stets geringfügig unter dem niedrigsten, über eine lange Zeit gemessenen Mittelwasserstand festgesetzt, damit auch bei Niedrigwasserstand keine negativen Werte auftreten. Niedrigwasser tendiert gegen den Pegelnullpunkt, bei Hochwasser liegt der Wasserstand entsprechend deutlich über dem Pegelstand des Mittelwassers. 

## Rechnungswesen
Im Rechnungswesen wird die Normalmenge mit einem Festpreis bewertet, sie weicht im Regelfall von der Istmenge ab. Der Normalpreis ist in der Kostenrechnung bei der Bewertung innerbetrieblicher Leistungen zugrunde gelegte feste Verrechnungspreis.

## Sonstiges
Häufig wird der Normalwert als Synonym zu Normwert verwendet, beide können im gleichen Fachgebiet vorkommen.